# زو هیفنگ
زو هیفنگ (انگلیسی: Xue Haifeng؛ زادهٔ ۱۳ ژانویهٔ ۱۹۸۰) کماندار اهل چین بود.